# Sphagnoppia biflagellata
Sphagnoppia biflagellata är en kvalsterart som beskrevs av J. och P. Balogh 1986. Sphagnoppia biflagellata ingår i släktet Sphagnoppia och familjen Oppiidae. Inga underarter finns listade i Catalogue of Life.